# Synagoge der Rue Pavée

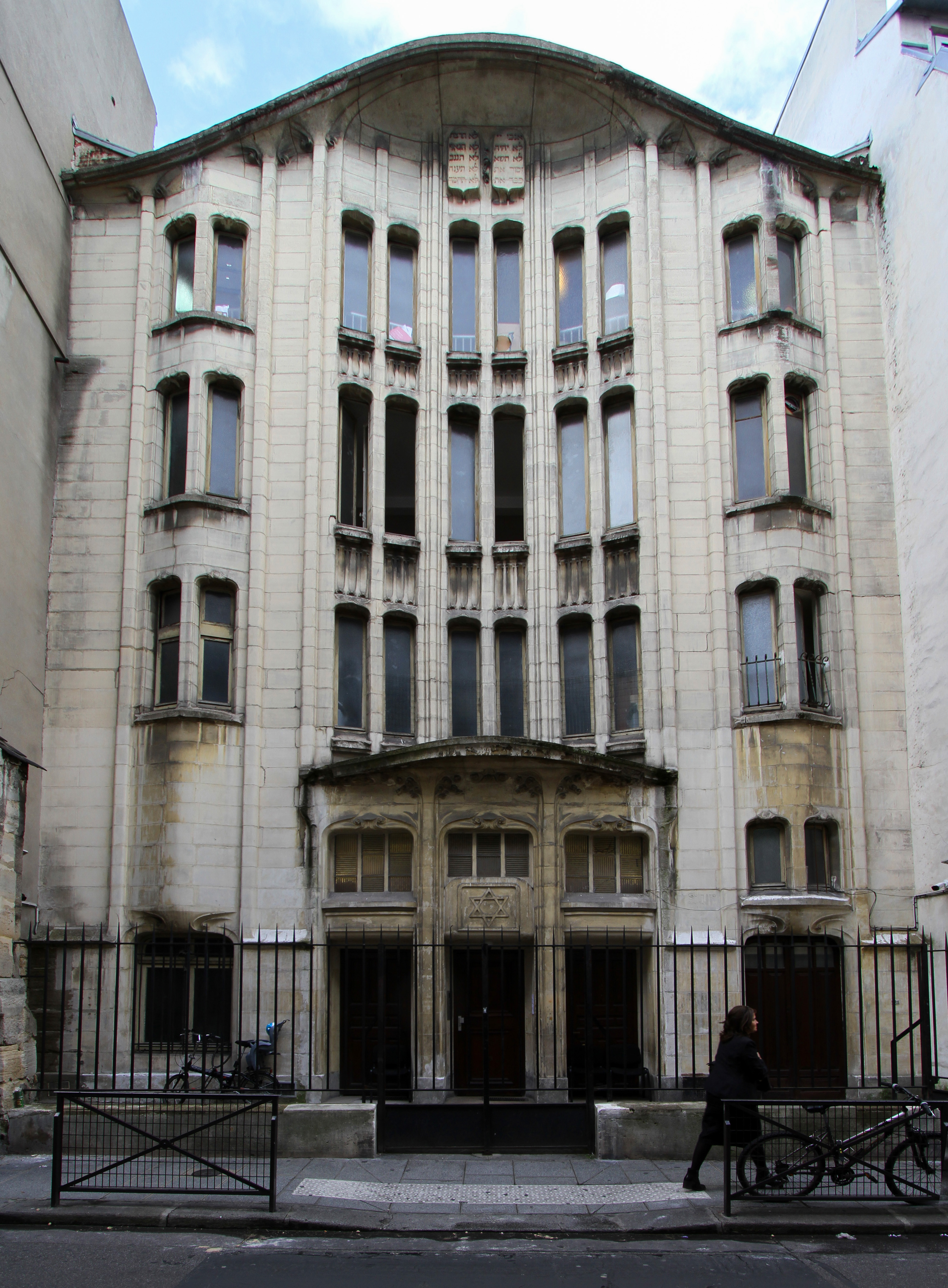
Synagoge der Rue Pavée

Die Synagoge der Rue Pavée oder Synagoge Agoudas Hakehilos in der Rue Pavée Nr. 10 im 4. Arrondissement von Paris liegt inmitten des Marais-Viertels. Sie ist eine orthodoxe Synagoge, die nicht dem Consistoire de Paris angehört. Die nächste Métrostation ist Saint-Paul an der Linie 1. Die Synagoge wurde 1913 von dem Jugendstilarchitekten Hector Guimard errichtet und 1989 als Monument historique in die Liste der Baudenkmäler in Frankreich aufgenommen.

## Geschichte

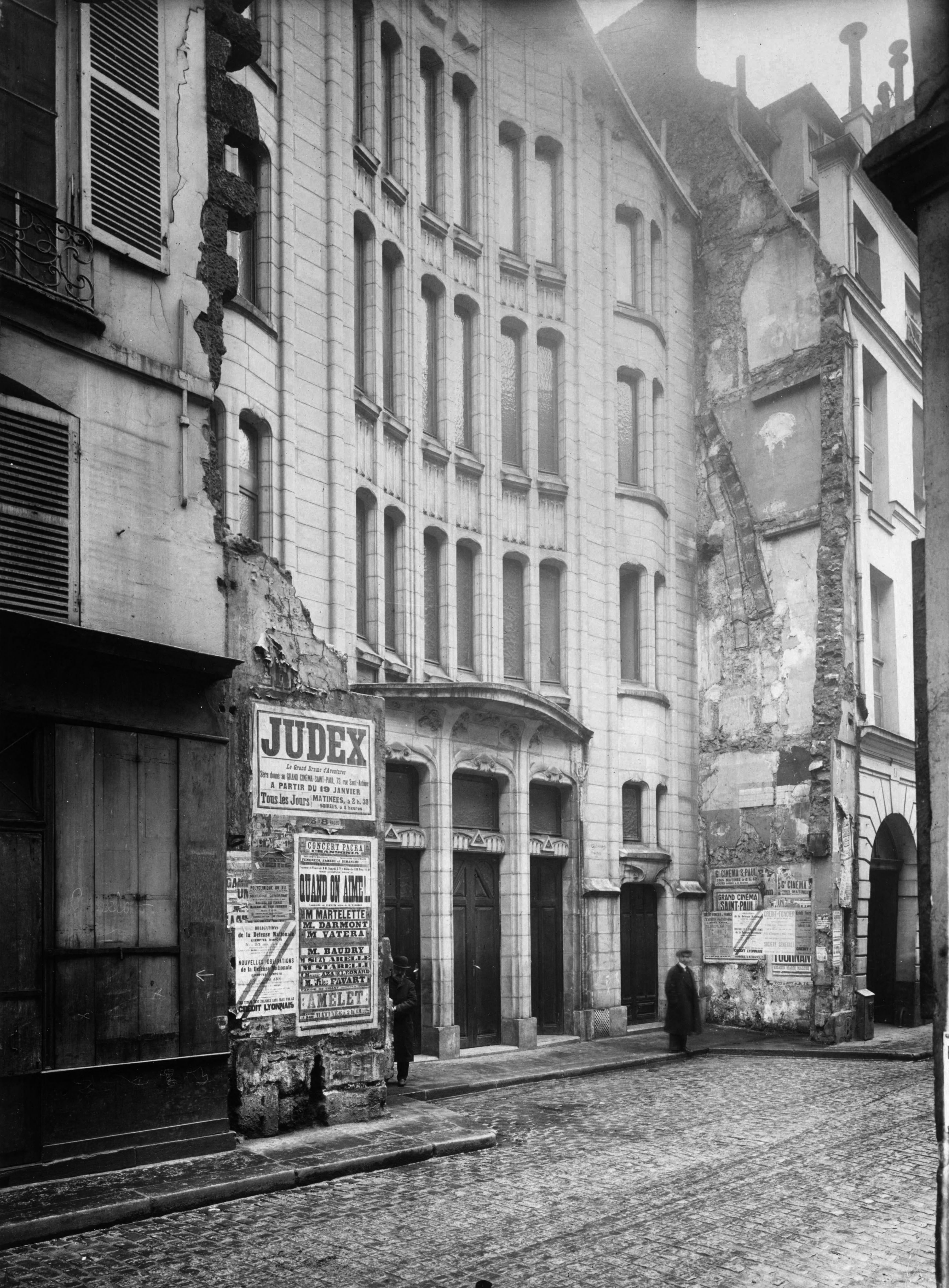
Die Synagoge im Jahr 1917

Im Jahr 1911 schlossen sich neun jüdische Gemeinden russischer und polnischer Einwanderer, von denen jede einen eigenen Betsaal besaß, unter dem Präsidenten Joseph Landau zu der Vereinigung Agoudas Hakehilos (אֲגֻדָּת־הַקְּהִלּוֹת) zusammen, um gemeinsam eine Synagoge zu bauen. Sie erwarben in der Rue Pavée eine Parzelle, die zwar nur 30 Meter tief und knapp zwölf Meter breit war, aber mitten im Marais-Viertel lag, in dem sich im 19. Jahrhundert sehr viele jüdische Einwanderer aus Osteuropa angesiedelt hatten. Mit dem Bau der Synagoge wurde der berühmte Architekt Hector Guimard beauftragt, der im 16. Arrondissement, im vornehmen Pariser Westen, bereits mehrere Wohnhäuser errichtet und die Jugendstileingänge zur Pariser Métro entworfen hatte. Er war seit 1909 mit Adeline Oppenheim verheiratet, die aus einer New Yorker jüdischen Familie stammte. Im April 1913 erfolgte die Grundsteinlegung und bereits ab Oktober desselben Jahres wurde die Synagoge genutzt, obwohl die offizielle Einweihung erst im Juni 1914 stattfand.

## Architektur

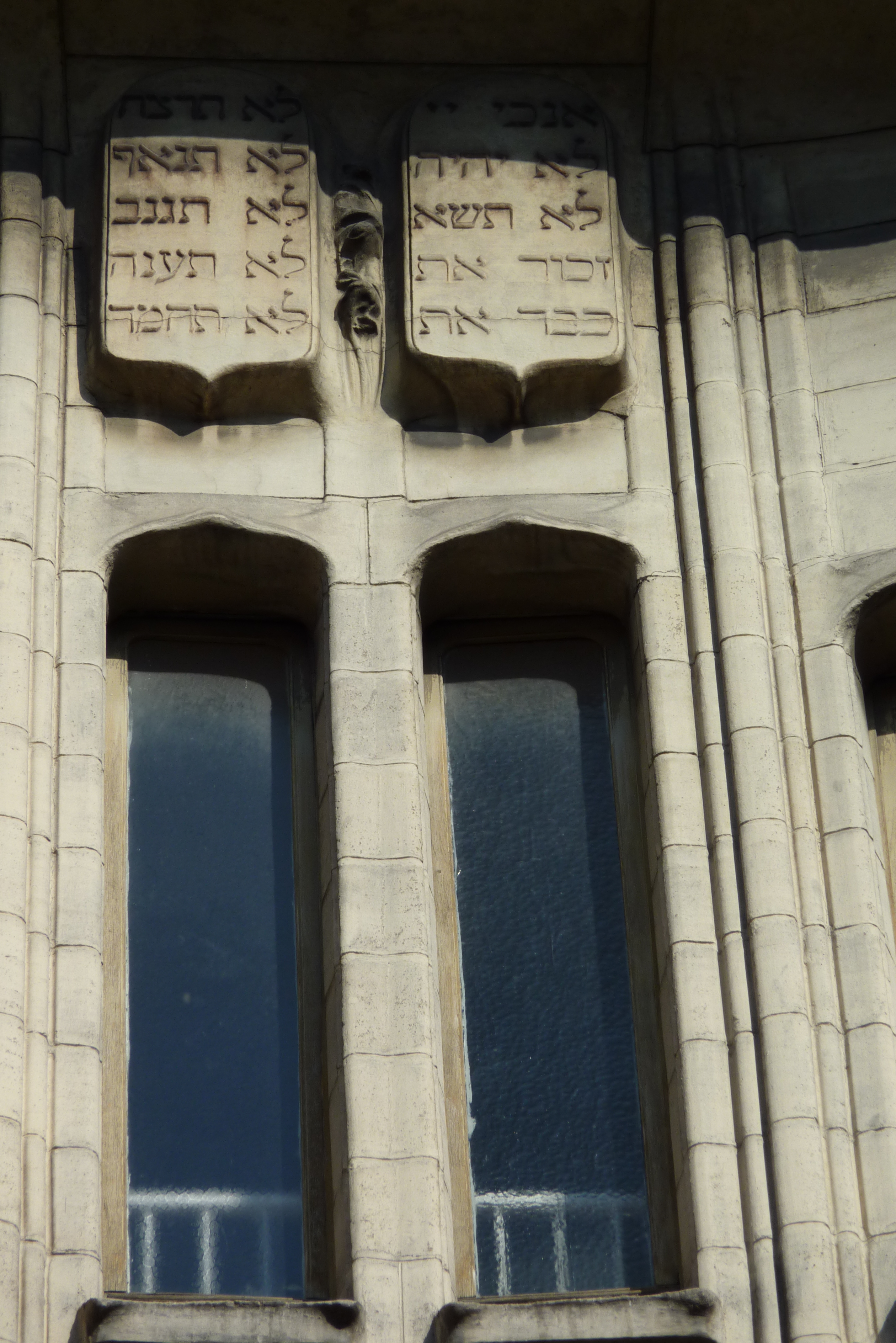
Gesetzestafeln

Das Gebäude ist von der Straßenfront leicht zurückversetzt. Die Fassade ist dreigliedrig und wellenförmig und mit lanzettförmigen Zwillingsfenstern, die drei Etagen markieren, durchbrochen. Schmale Pilaster erstrecken sich über die gesamte Fassade und enden in stilisierten Pflanzenmotiven. Unter dem abgerundeten Dachvorsprung sind die Gesetzestafeln angebracht. Der Davidstern über dem Eingangsportal wurde erst bei der Renovierung nach dem Zweiten Weltkrieg angebracht. Hinter dem dreigliedrigen Portal schließt sich ein Vestibül an, von dem seitliche Treppen zu den Frauenemporen führen. Der schmale Innenraum wirkt ungewöhnlich hoch und ist in zwei Stockwerke mit seitlichen Emporen unterteilt. Er wird von einem Oberlicht und einem großen Fenster an der Stirnwand über dem Toraschrein beleuchtet.

## Ausstattung

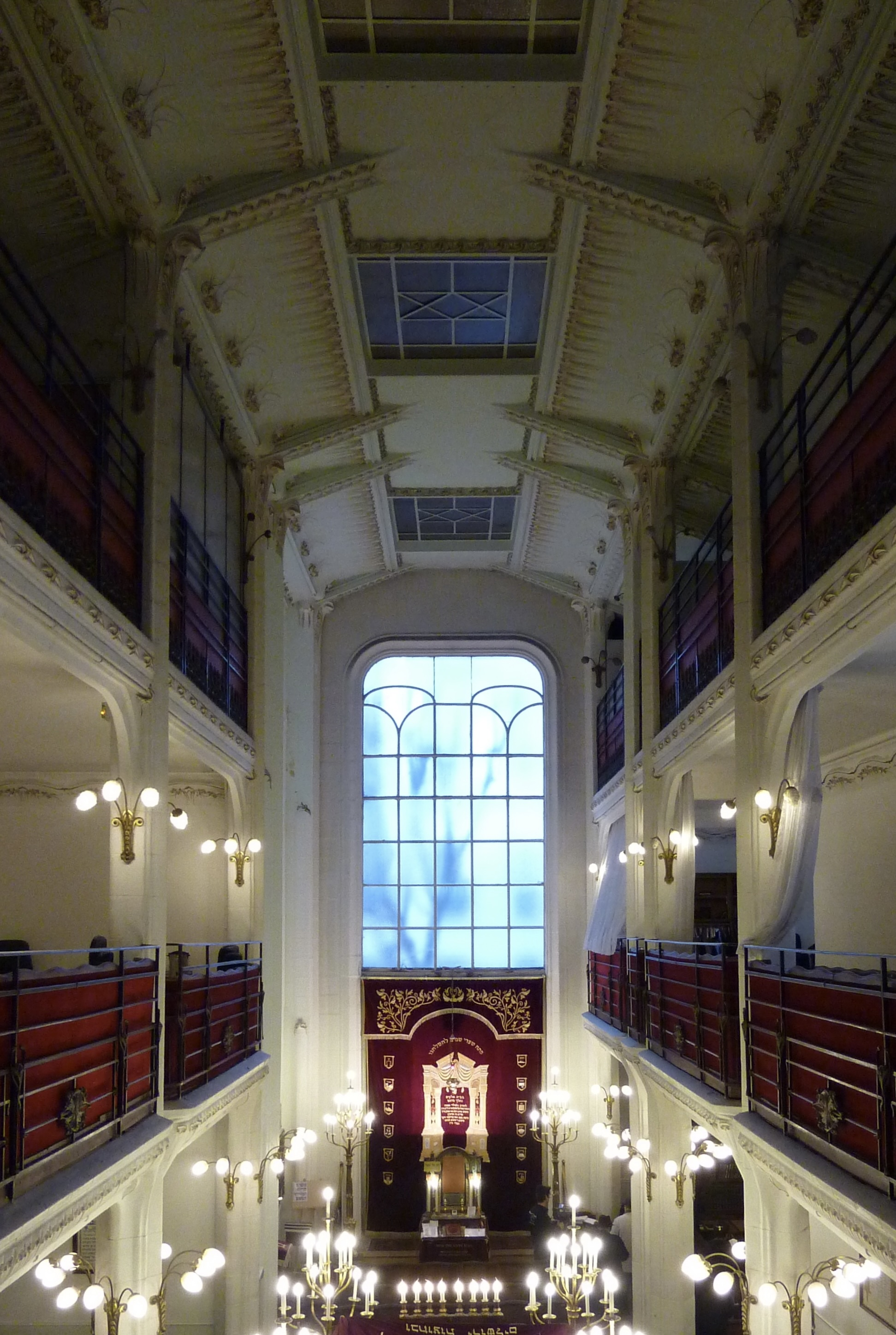
Innenansicht

Im Zentrum des Schiffes befindet sich die Bima, die von vier Jugendstilkandelabern umgeben ist. Mit Ausnahme des achtarmigen Leuchters in der Mitte wurde das gesamte Mobiliar und der Dekor, der Stuck, die Gitter der Emporen sowie die Lampen von Hector Guimard entworfen und weisen die für den Jugendstil typischen stilisierten Pflanzenmotive auf. An den Bänken findet sich die gleiche Wellenlinie wie an der Fassade.